# Bassevelle
Bassevelle és un municipi francès, situat al departament del Sena i Marne i a la regió d'Illa de França. L'any 2007 tenia 352 habitants.
Forma part del cantó de La Ferté-sous-Jouarre, del districte de Meaux i de la Comunitat de comunes del Pays fertois.

## Demografia

### Població
El 2007 la població de fet de Bassevelle era de 352 persones. Hi havia 124 famílies, de les quals 24 eren unipersonals (8 homes vivint sols i 16 dones vivint soles), 36 parelles sense fills, 56 parelles amb fills i 8 famílies monoparentals amb fills.
La població ha evolucionat segons el següent gràfic:
Habitants censats

### Habitatges
El 2007 hi havia 140 habitatges, 125 eren l'habitatge principal de la família, 6 eren segones residències i 9 estaven desocupats. 136 eren cases i 3 eren apartaments. Dels 125 habitatges principals, 96 estaven ocupats pels seus propietaris, 25 estaven llogats i ocupats pels llogaters i 4 estaven cedits a títol gratuït; 1 tenia una cambra, 4 en tenien dues, 10 en tenien tres, 31 en tenien quatre i 79 en tenien cinc o més. 93 habitatges disposaven pel capbaix d'una plaça de pàrquing. A 54 habitatges hi havia un automòbil i a 65 n'hi havia dos o més.

### Piràmide de població
La piràmide de població per edats i sexe el 2009 era:
| Homes | Edats   | Dones |
| ----- | ------- | ----- |
| 0     | 95 o +  | 0     |
| 0     | 90 a 94 | 0     |
| 0     | 85 a 89 | 4     |
| 0     | 80 a 84 | 0     |
| 0     | 75 a 79 | 16    |
| 8     | 70 a 74 | 12    |
| 4     | 65 a 69 | 0     |
| 0     | 60 a 64 | 4     |
| 24    | 55 a 59 | 12    |
| 12    | 50 a 54 | 8     |
| 24    | 45 a 49 | 12    |
| 8     | 40 a 44 | 24    |
| 8     | 35 a 39 | 4     |
| 16    | 30 a 34 | 4     |
| 0     | 25 a 29 | 16    |
| 8     | 20 a 24 | 12    |
| 12    | 15 a 19 | 20    |
| 32    | 10 a 14 | 0     |
| 8     | 5 a 9   | 28    |
| 4     | 0 a 4   | 4     |

## Economia
El 2007 la població en edat de treballar era de 239 persones, 186 eren actives i 53 eren inactives. De les 186 persones actives 172 estaven ocupades (96 homes i 76 dones) i 14 estaven aturades (8 homes i 6 dones). De les 53 persones inactives 22 estaven jubilades, 15 estaven estudiant i 16 estaven classificades com a «altres inactius».

### Ingressos
El 2009 a Bassevelle hi havia 119 unitats fiscals que integraven 338 persones, la mediana anual d'ingressos fiscals per persona era de 20.610 €.

### Activitats econòmiques
Dels 7 establiments que hi havia el 2007, 2 eren d'empreses de construcció, 1 d'una empresa de comerç i reparació d'automòbils, 1 d'una empresa d'informació i comunicació, 2 d'empreses de serveis i 1 d'una empresa classificada com a «altres activitats de serveis».
Dels 3 establiments de servei als particulars que hi havia el 2009, 1 era un paleta, 1 lampisteria i 1 perruqueria.
L'any 2000 a Bassevelle hi havia 13 explotacions agrícoles que ocupaven un total de 2.275 hectàrees.

## Equipaments sanitaris i escolars
El 2009 hi havia una escola elemental integrada dins d'un grup escolar amb les comunes properes formant una escola dispersa.

## Poblacions més properes
El següent diagrama mostra les poblacions més properes.